# Estadio Zabeel
El Estadio Zabeel (en árabe: ملعب آل مكتوم‎) también llamado Al-Wasl Stadium es un estadio multiusos ubicado en la ciudad de Dubái, en los Emiratos Árabes Unidos. Es utilizado principalmente para la práctica del fútbol y es el campo del Al-Wasl Football Club, de la Liga de Fútbol Profesional de los Emiratos Árabes.
El estadio fue construido en el año 1974 para ser utilizado por el club Al-Wasl FC fundado en 1975, cuenta con capacidad para 12 000 espectadores.
El estadio ha sido en tres oportunidades sede de la final de la Copa de Clubes Campeones del Golfo.